# Allan Taylor
Allan Taylor (født 30. september 1945 i Brighton, England) er en engelsk singer-songwriter.

## Biografi
Taylor begyndte allerede som teenager at optræde i de lokale folk-klubber i hjembyen Brighton. Efter endt erhvervsuddannelse forlod han byen og blev 1966 professionel musiker. 1970 optrådte han med Fairport Convention og fik en pladekontrakt med United Artists Record Company. Drevet af interessen for folk revival bevægelsen, flyttede han til New York, USA, og blev en del af musikscenen i Greenwich Village, hvor han optrådte i klubber som Gerde's, The Gaslight, The Bitter End, The Mercer Arts Center og The Bottom Line.
1973 udgav han The American Album, optaget i Nashville og Los Angeles.  
I midten af 1970'erne vendte han tilbage til England for at danne gruppen Cajun Moon, som udgav deres debutalbum (Cajun Moon, 1976). 
Efter kun et album forlod han gruppen og har siden optrådt alene. LP'en The Traveller vandt "Grand Prix du Disque de Montreux" som bedste europæiske album.  
1980 grundlagde Taylor sit eget label, som udgav 6 LP'er/Cd'er, bl.a. The Alex Campbell Tribute Concert (1997), en optagelse af Skagen Festivals mindekoncert for Alex Campbell
Som voksen begyndte Taylor at læse ved universitetet(1980-1992), og promoverede i etnomusikologi, sideløbende med turlivet som musiker. Desuden leverede han produktioner for BBC og musikken til Filmen Frankenstein med Carrie Fisher. 
Siden 1995 har Taylor optaget sin musik ved Stockfisch Records (Northeim, Tyskland). 
i 1980-erne Taylor kom til Tønder Festival på opfordring af Alex Campbell, og har siden besøgt Danmark hvert år. Han har spillet på store scener som Roskilde Festival og små scener på festivaller og i klubber på spillesteder. 
Allan Taylor er stadig aktiv som musiker og rejser næsten hele året. Han optræder regelmæssig på danske festivaller, især Tønder Festival, Strib Vinterfestival og Skagen Festival, som bruger hans sang It's Good To See You som signatursang. 
2012 skrev Taylor en sang tilegnet Strib Vinterfestival.
Taylor regnes for at være sangskrivernes sangskriver. Allerede i 1983 blev han nævnt i The Oxford Book of English Traditional Verse, hvor tre af hans sange blev trykt. Hans sang Roll on the day regnes i Australien som traditionel folkesang.

## Udgivelser

### Diskografi

#### LP's/CD's
- 1971: Sometimes (LP) United Artists Records LBH83483
- 1971: The Lady (LP) United Artists Records UAS29275
- 1973: The American Album (LP) United Artists Records UAG29468
- 1976: Cajun Moon (LP) Chrysalis Records CHR1116
- 1978: The Traveller (LP) Rubber Records RUB026
- 1980: Roll on the Day (LP) Rubber Records RUB040
- 1983: Circle Round Again (LP) Black Crow Records CRO205
- 1984: Win or Lose (LP) T Records T001
- 1988: Lines (LP/CD) T Records TCD002
- 1991: Out of Time (LP/CD) T Records TCD003
- 1993: So Long (CD) T Records TCD003
- 1995: Faded Light (CD) T Records TCD005
- 1996: Looking for You (CD) Stockfisch Records RTD 357.6013.2
- 1996: Libertas Ragusa (CD) T Recrds TCD006
- 1997: The Alex Campbell Tribute Concert (Doppel-CD) (Verschied. Künstler) T Records TCD007
- 2001: Colour to the Moon (CD) Stockfisch Records SFR357.6021.2
- 2001: Colour to the Moon 2 CD Boks, fremstillet i 333 signerede eksemplarer(CD) Stockfisch Records SFR333.9001.1.1-1/2
- 2002: Behind the Mix (CD) Stockfisch Records
- 2002: Banjoman: A tribute to Derroll Adams (CD) (Verschiedene Künstler) CD BG-1420
- 2002: Out of Time (CD) (Re-mastered mit 3 Bonus Tracks) T Records TCD003
- 2003: Hotels and Dreamers (CD) Stockfisch Records SFR 357.6028.2
- 2007: Old Friends - New Roads (CD) Stockfisch Records SFR 357.6047.2
- 2009: Leaving at Dawn (SACD) Stockfisch Records SFR 357.4057.2
- 2010: Songs for the Road (Maxi-SACD) SFR 357.9010.2
- 2010: In the Groove (LP) Stockfisch Records SFR 357.8007.1
- 2012: Down the Years I Travelled (Doppel-CD) (Re-mastered Songs + 1 Bonus Track) Stockfisch Records SFR 357.9013.2
- 2013: All is One (CD)

#### DVD's
- 2009: Live in Belgium (DVD/Blu-ray) SFR 357.7062.2
- 2009: The Endless Highway (DVD/Blu-ray) SFR 357.7063.2

### Bøger
- Taylor, Allan: "We must journey on: Songs of Allan Taylor", Vol.1, 2006
- Taylor, Allan: "We must journey on: Songs of Allan Taylor", Vol.2, 2009

## Cover versioner
Over 100 cover-versioner i flere end 10 forskellige sprog bliver sunget af utallige kunstnere. Særligt sangene It's Good To See You og Roll on the Day er populære hos andre kunstnere. På dansk er Taylors sange kendt i oversættelserne fra Bente Kure, Anders Mikkelsen, Erik Grip og Troubadourbanden. Naasoq koret synger desuden  It's Good To See You på grønlandsk ved deres koncerter.